# وادي المرأة البرية
وادي المرأة البرية هو واد يقع بين بئر مراد رايس ووادي كنيس شرق الجزائر العاصمة .

## تاريخ
في القرن التاسع عشر، كانت تعيش امرأة شابة أرملة مع طفليها الذين كانت ترعاهم بمفردها. ذات يوم، قررت الأم أن تأخذ طفليها لقضاء يوم في نزهة في الغابة. بدأ الأطفال يلعبون ويبتعدون عنها، ولم يسمعوا تحذيراتها بأن يكونوا حذرين. عندما لم تستطع الأم رؤيتهم، بدأت تناديهم دون جدوى. رغم كل جهودها، لم تتمكن من العثور عليهم. مجنونة من الألم، واصلت الأم البحث عنهم بمفردها.
خلال السنوات التالية، كان المتنزهون في الغابة يسمعون أحيانًا صرخات الألم الصادرة عن هذه الأم التي أصبحت كالبرية، تركض في الغابة بحثًا عن أطفالها. ومع مرور الأيام والشهور والسنوات، كانت الأم التائهة تجوب الغابة بملابس ممزقة، وكان المتنزهون يرون أحيانًا ظلًا خفيًا يختبئ خلف الأشجار، ويسمعون خطوات ويجدون آثار أقدام على الأرض. لكن أكثر ما كان يرعبهم هو صرخات الألم التي تثير قشعريرة في أجسادهم.
في يوم من الأيام، أصبحت الغابة فجأة هادئة وسلمية. كان السبب هو العثور على جثة المرأة المجهولة الهوية ميتة في وسط الغابة. تقول الأسطورة إنها دُفنت في نفس المكان، مباشرة فوق المطعم الذي يحمل اسم "المرأة البرية".
هذه القصة تروي حكاية مأساوية عن حب الأم لأطفالها والبحث الذي لا يتوقف، مما يعطي اسمًا للأسطورة المرتبطة بهذا الوادي.

## في الفنون والثقافة

### الرسم

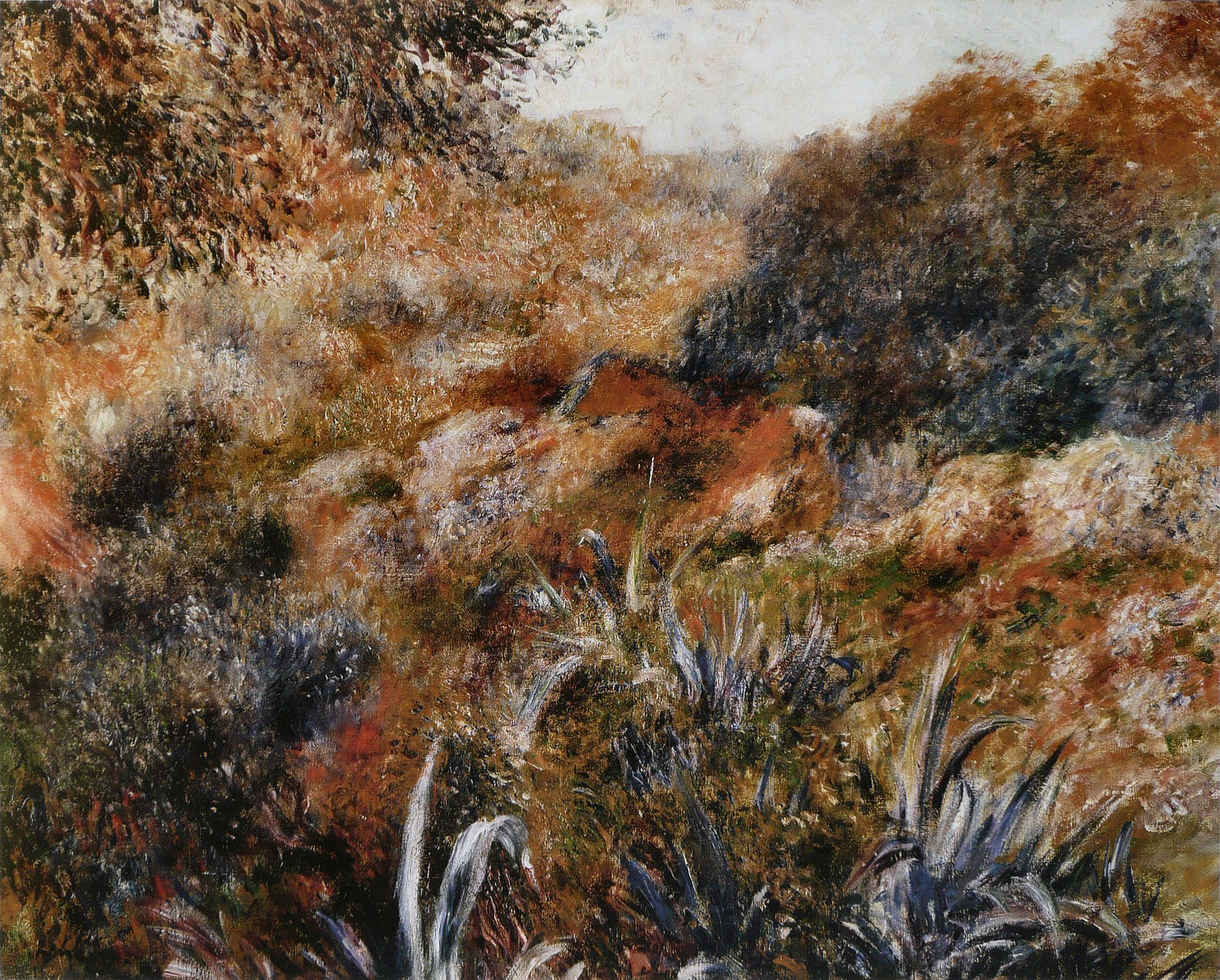
وادي المرأة البرية، أوجست رينوار، 1881

رسم الرسام أوجست رينوار الوادي عام 1881 أثناء إقامته الأولى في الجزائر العاصمة، اللوحة موجودة في متحف أورسيه في باريس.

### الأدب
- وادي المرأة البرية، دانييل لو سانت بوا، 1999.[5]
- وادي المرأة البرية، ليلى سيبار، 2007.